# Брезанд
Брезанд (нід. Breezand) — село в нідерландській провінції Північна Голландія. Входить до муніципалітету Голландс-Крон.
Його площа становить 18,23 км², а населення станом на 2021 рік складало 3 780 осіб.
Перша згадка про населений пункт датується 1665 роком.

## Галерея

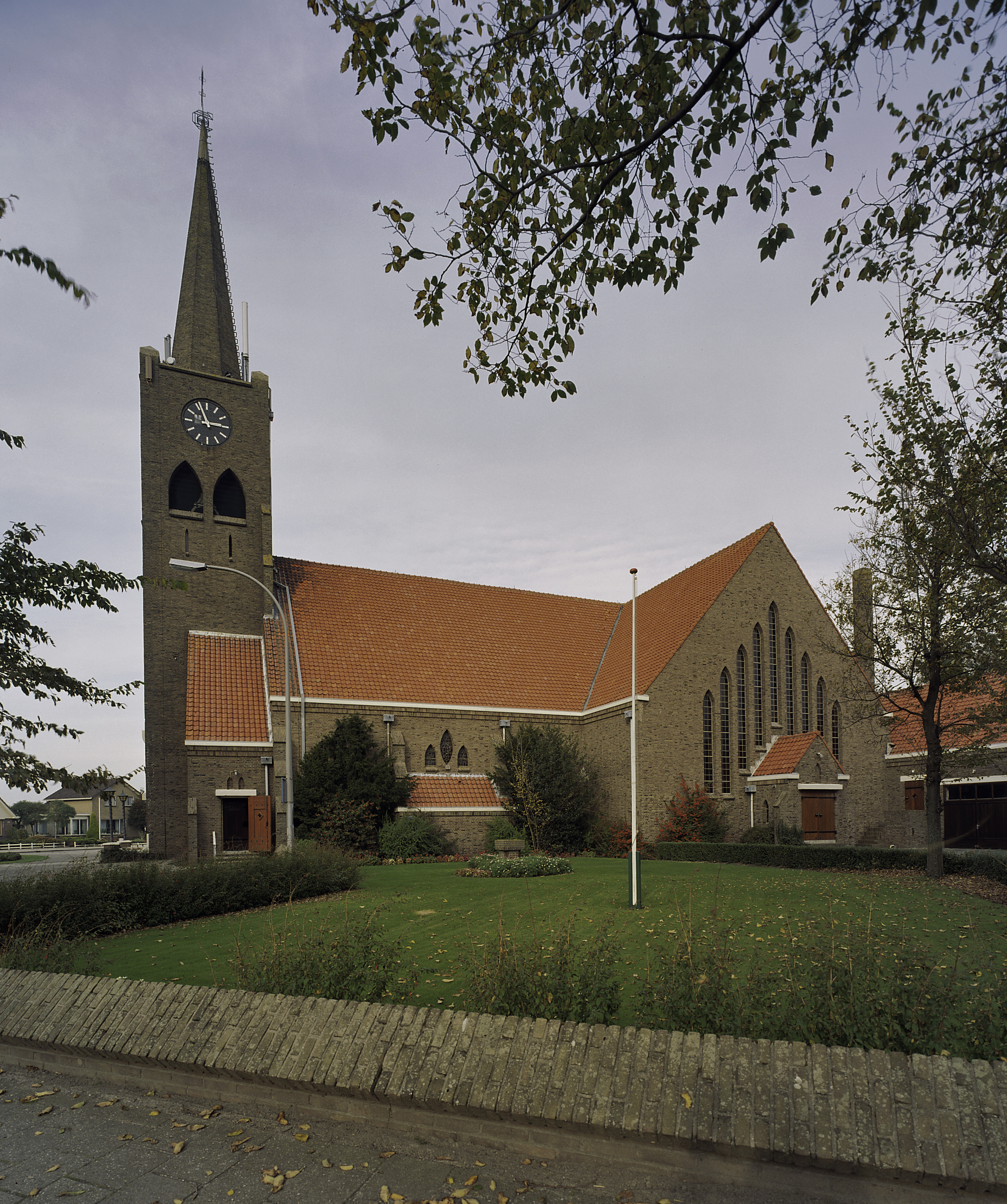
Евангелістська церква